# خط نیو هیون
خط نیو هیون (انگلیسی: New Haven Line) یکی از خط‌های مترو-راه‌آهن شمال در ایالت نیویورک و کنتیکت، آمریکا است.
این خط دارای ۳۰ ایستگاه اصلی و ۱۷ ایستگاه در شاخه‌ها و ۲۱۲٫۷ کیلومتر طول است و در شهر نیویورک و شهرستان‌های وستچستر، فیرفیلد و نیو هیون ایستگاه دارد.

## نگارخانه

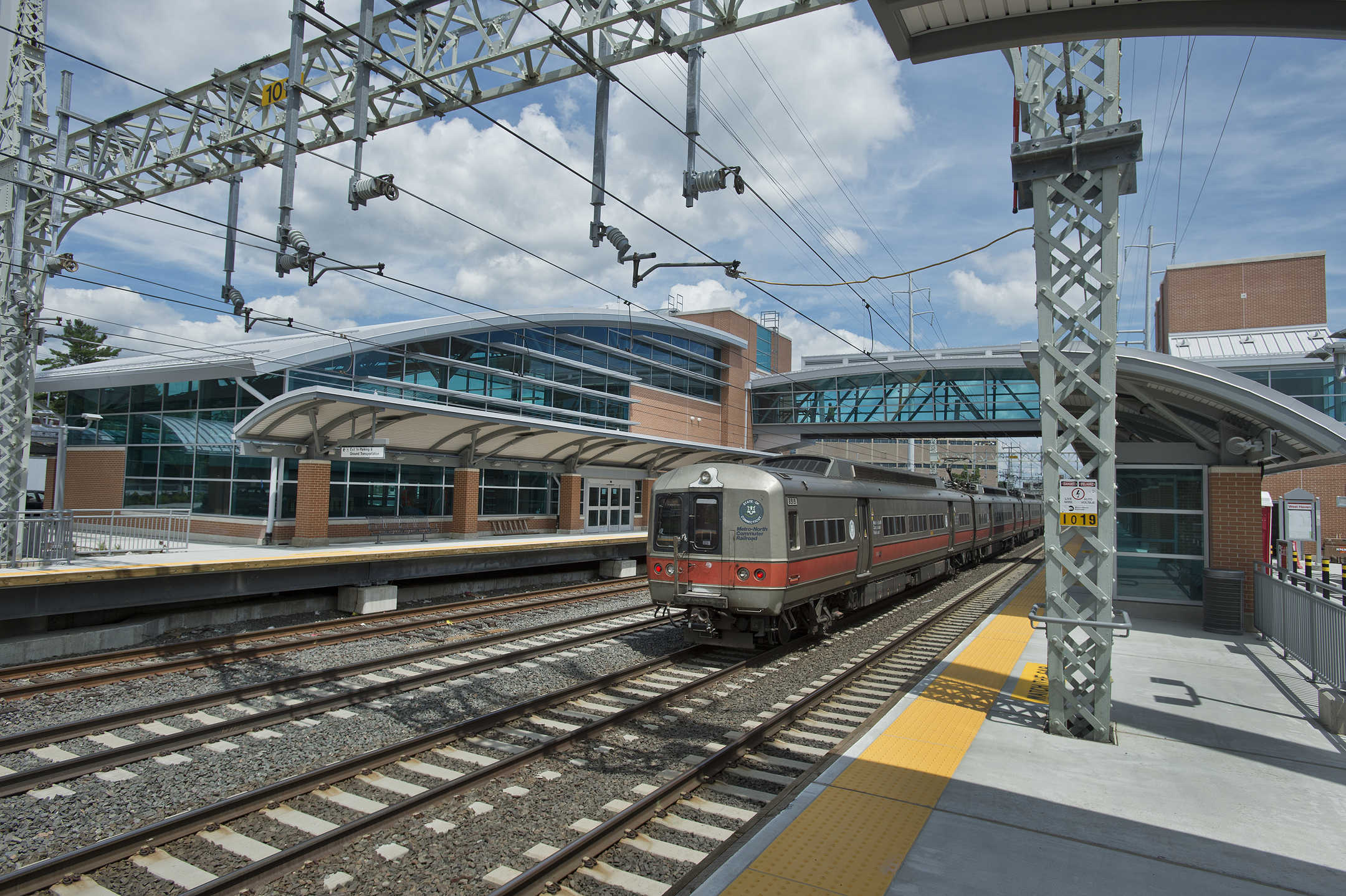
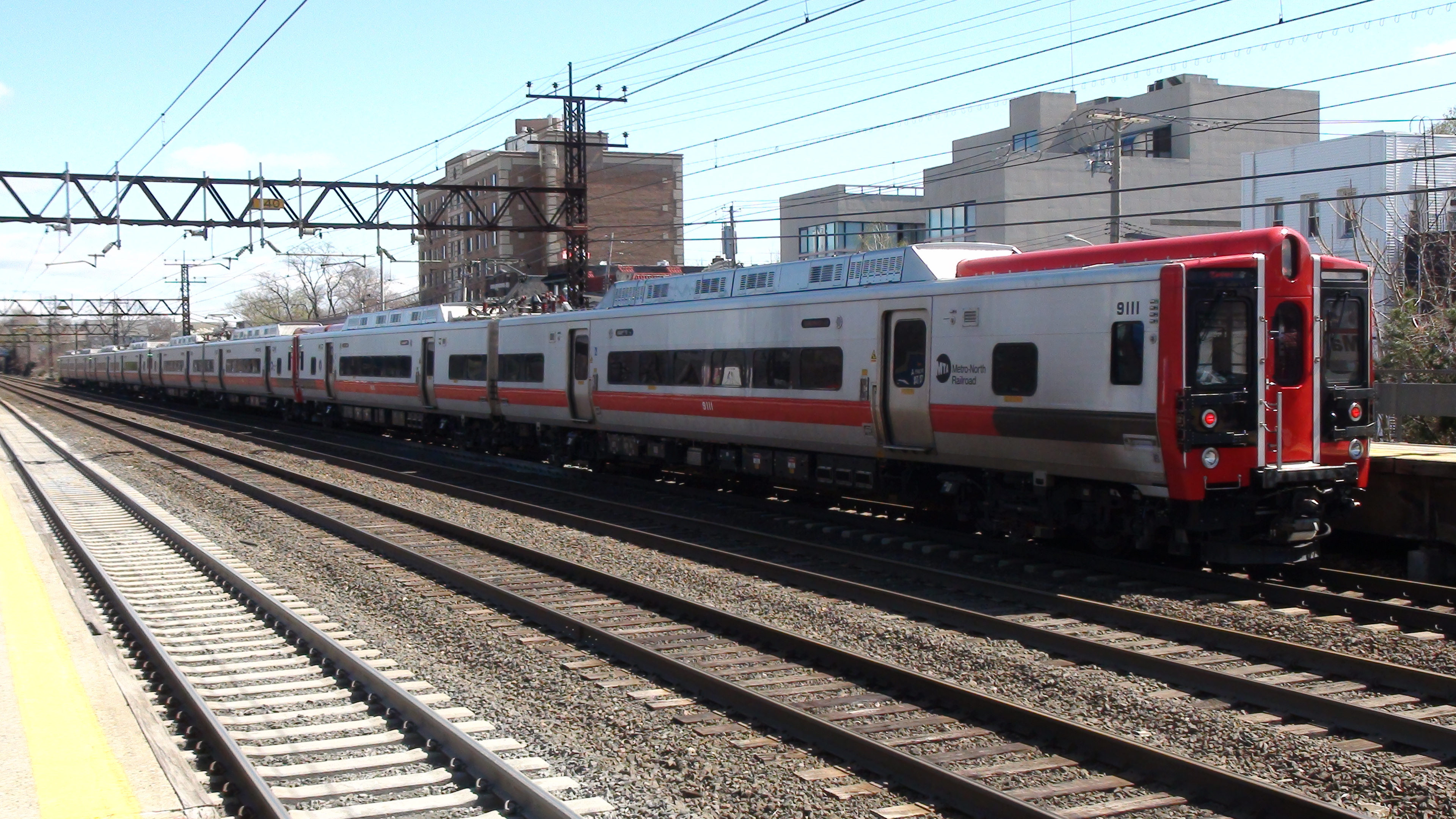
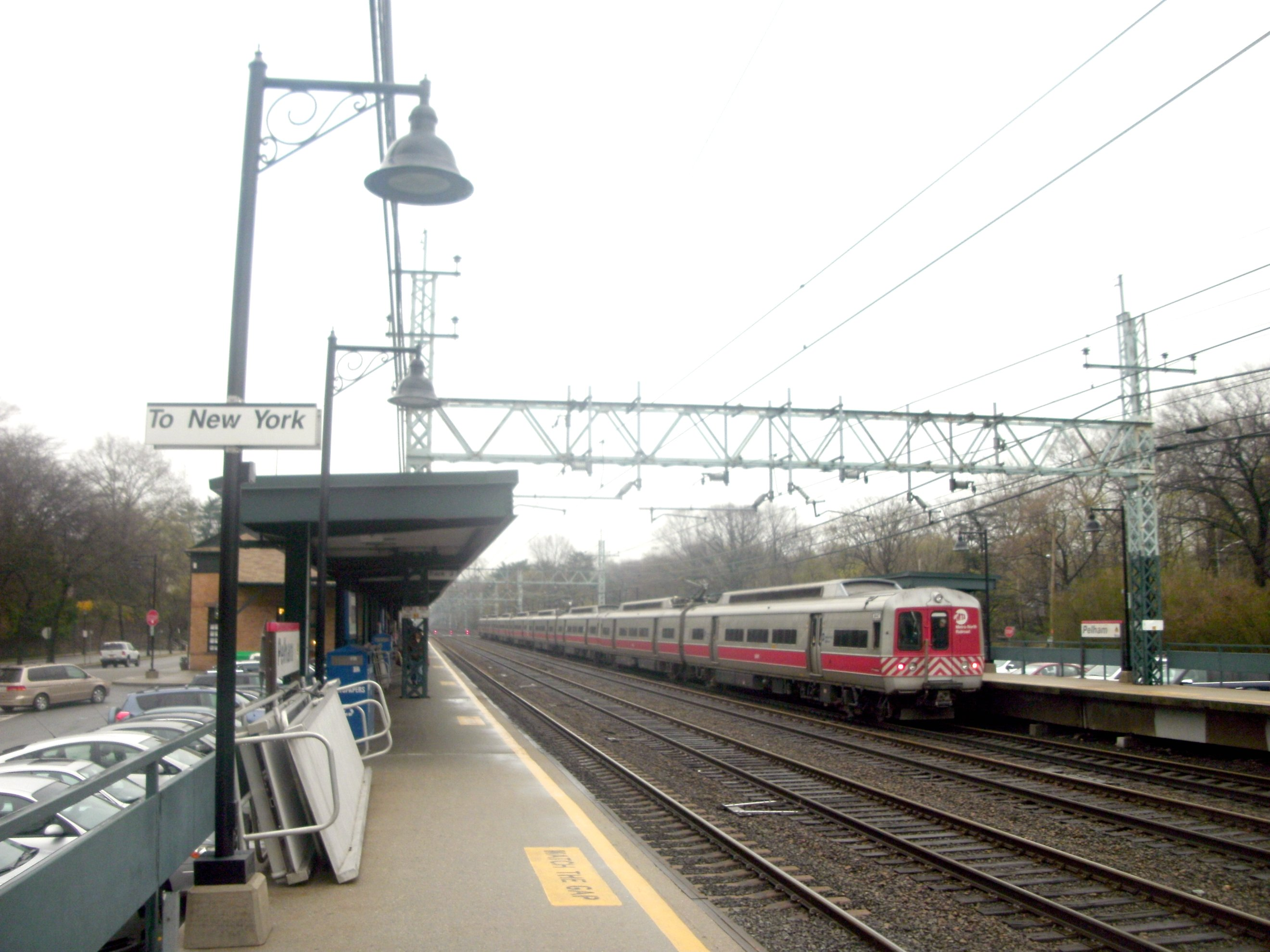
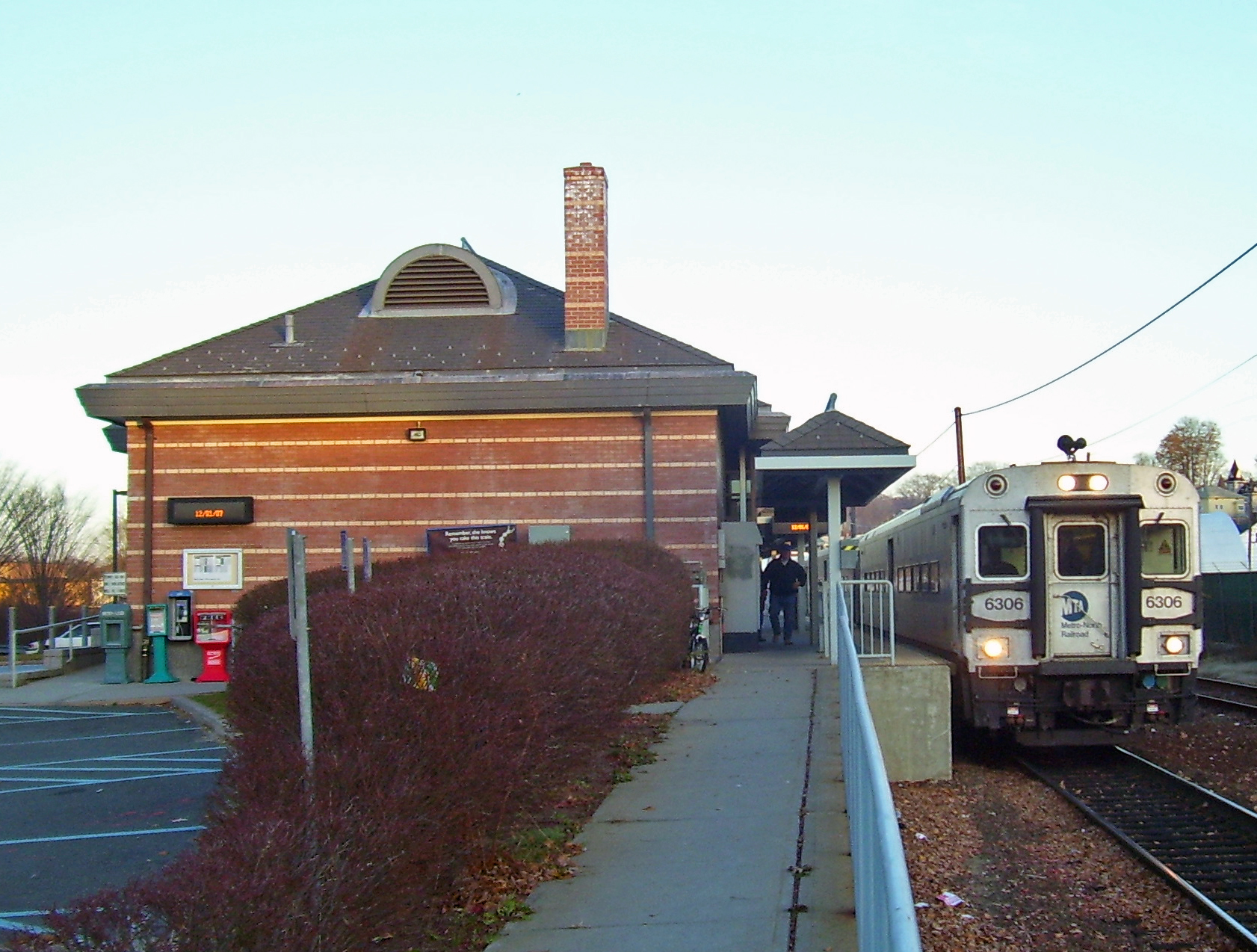